# Petra (альбом)
Petra — дебютный студийный альбом христианской рок-группы Petra, выпущен в 1974 году.

## Об альбоме
Стиль Petra граничит между кантри и южным роком и чем-то напоминает The Eagles и Lynyrd Skynyrd по звучанию, которое было визитной карточкой группы в течение первого года.
Дебютный альбом группы более необработанный, чем поздние альбомы Petra. Он был записан на ограниченном бюджете в 1000 долларов за две недели. Тем не менее это первая запись, показывающая замечательную гитарную технику с большим количеством двойных соло.
В отличие от поздних альбомов Petra, первый релиз группы не зависит от отдельного вокалиста. Вместо этого вокальные обязанности разделили гитарист Боб Хартман и Грег Хоу.

## Список композиций
Все песни написаны Бобом Хартманом, за исключением отмеченных.
1. «Wake Up» (Хоу) — 3:40
2. «Get Back to the Bible» — 2:23
3. «Gonna Fly Away» — 4:55
4. «Storm Comin'» — 4:30
5. «Parting Thought» — 1:31
6. «Walkin' in the Light» — 3:16
7. «Mountains and Valleys» — 2:48
8. «Lucas McGraw» — 3:24
9. «Backslidin' Blues» — 4:29
10. «I’m Not Ashamed» (Хоу) — 3:01

## В записи участвовали
- Боб Хартман — гитара, банджо, вокал
- Грег Хоу — гитара, мандолина, вокал
- Джон ДеГрофф — Бас-гитара
- Билл Гловер — барабаны, перкуссия

### Производство
- Билли Рэй Херн — продюсер